# 原田雪松
原田 雪松（はらだ ゆきまつ、1888年5月27日 - 1960年9月2日）は、日本の政治家。衆議院議員（1期）。獣医師。

## 経歴
熊本県出身。1913年日本獣医学校本科卒。熊本県衛生技手、御領村（のち五和町、現・天草市）議、同村長、熊本県議となる。御領村農業会技師、熊本県獣医師会副会長、日本獣医師会理事、天草郡家畜商組合長、同畜産農業協同組合長、熊本畜産販売農業協同組合会長、全国畜産販売農業協同組合連合会理事など務めた。
1949年の第24回衆議院議員総選挙では熊本2区から民主自由党公認で立候補して当選した。衆議院議員を1期務めた。1952年の第25回衆議院議員総選挙では自由党公認で立候補して落選。1953年の第26回衆議院議員総選挙には立候補せず第3回参議院議員通常選挙に全国区から自由党公認で立候補したが落選した。1956年の第4回参議院議員通常選挙に全国区から自由民主党公認で立候補したが落選した。1960年死去。